# خلية عصبية ثنائية القطب
الخلية العصبية ثنائية القطب أو خلية الشبكية ثنائية القطب (بالإنجليزية: Retina bipolar cell) جسم الخلية مغزلي الشكل (أنظر الرسم ) ، لها بروزات احدهما زائدة شجرية تخرج من أحد أقطابها ومن القطب المعاكس يخرج محورها العصبي. وبهذا فان مسيرة الإشارات تمر من الزوائد الشجرية إلى جسم الخلية ومنه إلى المحور ثم إلى مكان انتهائه . يوجد هذا النوع في النسيج الطلائي العصبي لحاسة الشم وفي شبكية العين.

## اقرأ أيضا
- عين الإنسان
- شبكية
- بقعة الشبكية
- خلية مخروطية
- أوبسين
- مشيمية
- خلية أماكرين
- عصبون الشبكية